# Maaike Coljé
Maaike Coljé, née le 7 mars 1997 à Oudewater est une coureuse cycliste professionnelle néerlandaise courant principalement sur route et en gravel.

## Biographie

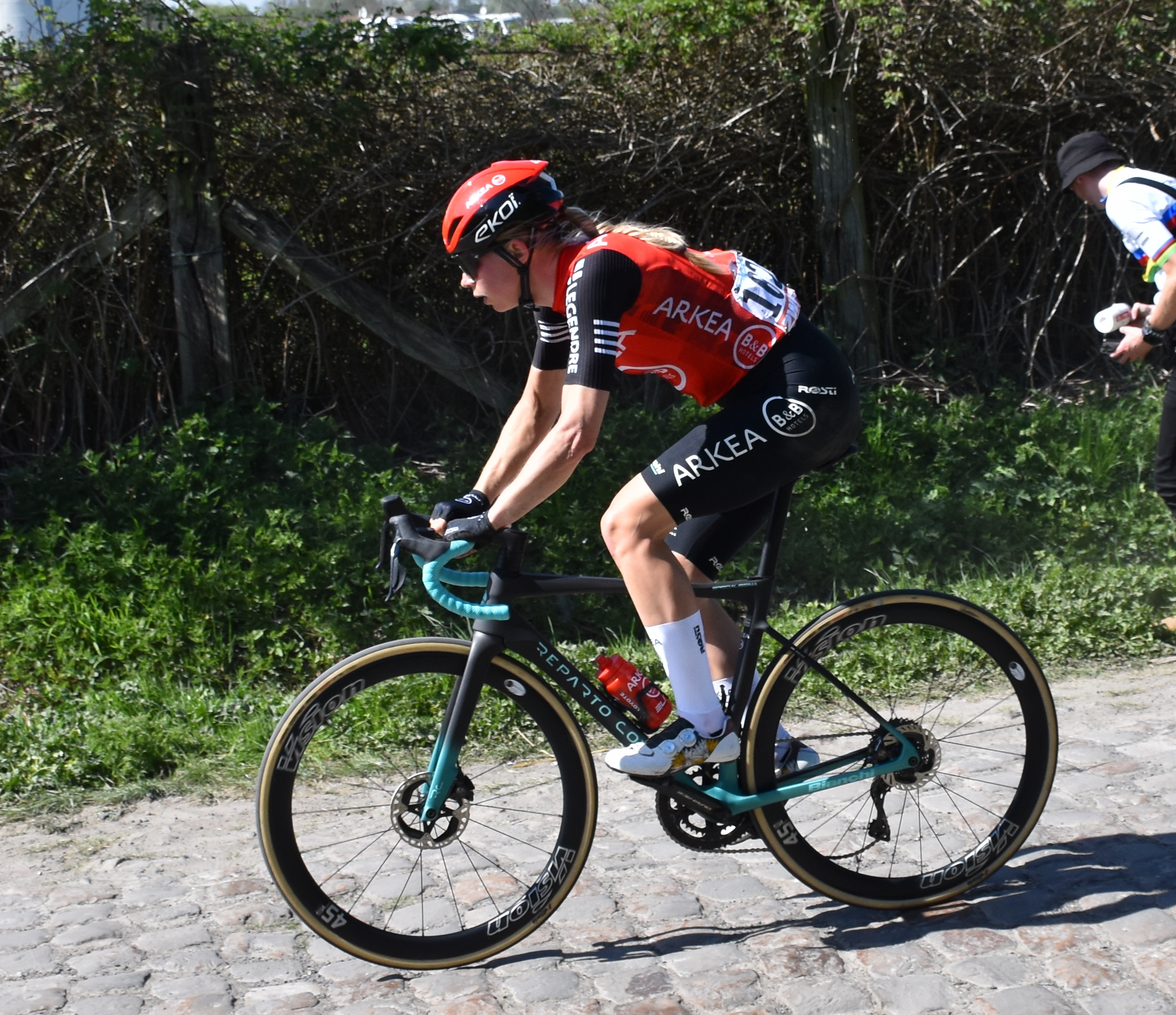
Maaike Coljé #162 lors de Paris-Roubaix 2025.

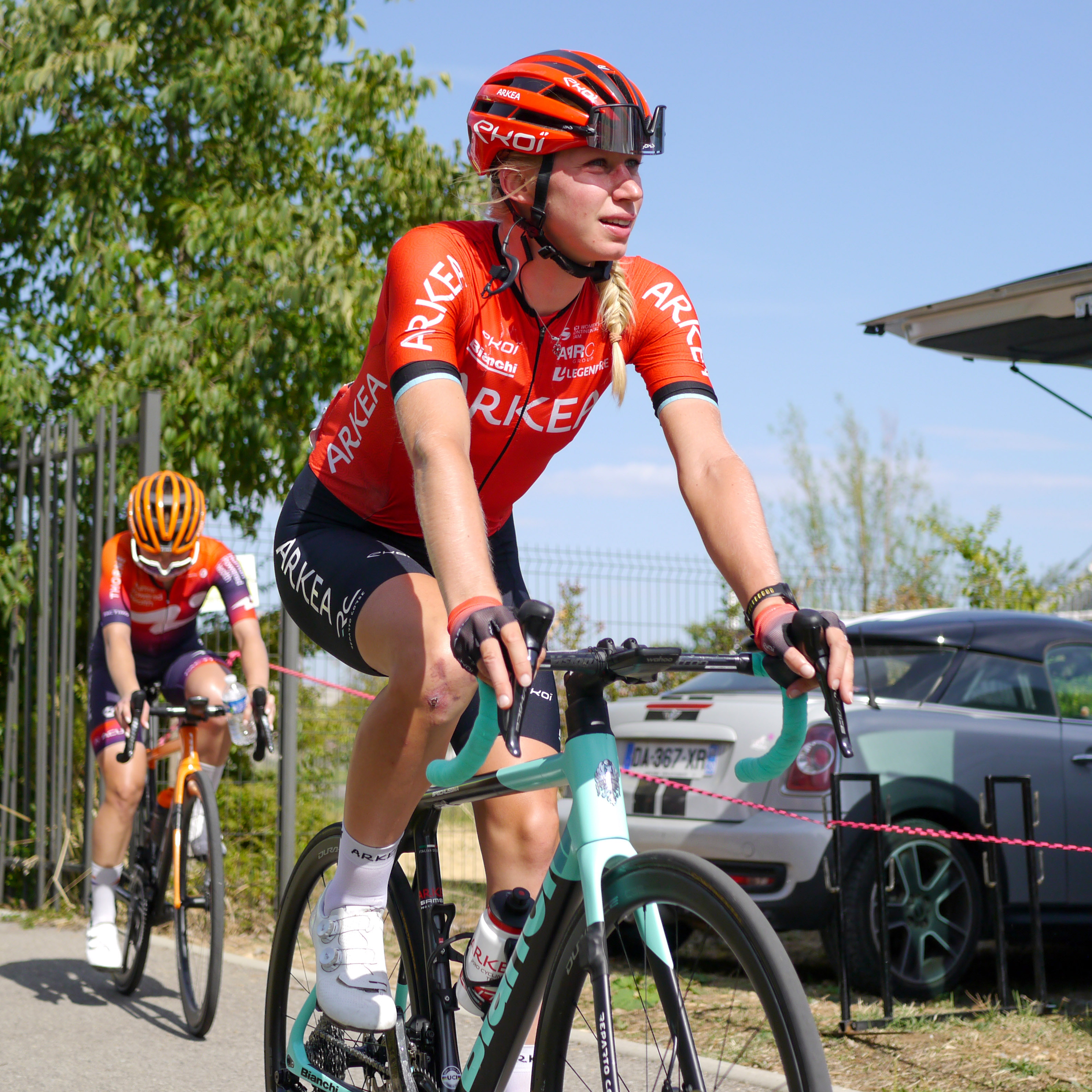
En septembre 2023, après l'arrivée de la 7e étape du TCFIA

Maaike Coljé a d'abord privilégié ses études, obtenant un diplôme d'ingénieur en design industriel. Pratiquant principalement le patinage de vitesse, elle arrive au cyclisme assez tard.
En juin 2019, elle participe à ses premières courses, avec l'équipe amateur néerlandaise Restore Cycling, qui est invitée sur certaines épreuves UCI. En 2020, elle ne participe qu'à une course inscrite au calendrier de l’UCI, le Tour cycliste féminin international de l'Ardèche. Son bon comportement sur cette épreuve lui permet de signer un contrat avec l’équipe continentale Massi Tactic, pour la saison 2021,.
Avec la formation espagnole, elle peut participer à ses premières courses inscrites au calendrier de l’UCI World Tour féminin comme les Strade Bianche ou le Tour de Flandres.
Après 2 saisons en Espagne, elle rejoint l’équipe continentale française Arkéa-B&B Hotels,.
En juillet 2023, elle participe à son premier grand tour, le Tour de France Femmes. Malgré une chute dans les rues de Cahors lors de la 4e étape, elle termine son premier tour à la 55e place du classement général.
Elle s'essaie aussi au gravel et termine 5e de l'UCI World Series Grit 'n Grind (Suède) remporté par Marianne Vos.
En fin de saison, elle prolonge son contrat avec l’équipe bretonne.
En 2024, elle participe à nouveau au Tour de France Femmes. Elle tente une échappée lors de la 5e étape et termine 49e du classement général. En fin de saison, son contrat avec l’équipe bretonne est prolongé d’un an.
En 2025, l'UCI créé une nouvelle catégorie d'équipes de 2e division internationale, entre les équipes World Team et les équipes continentales. Arkéa-B&B Hotels fait partie des 7 premières formations de cette nouvelle catégorie appelée UCI Women's ProTeam.

## Palmarès sur route

### Résultats sur les grands tours

#### Tour de France
2 participations :
- 2023 : 55e
- 2024 : 49e

#### Tour d'Espagne
1 participation :
- 2025 : 86e

### Classements mondiaux
| Année                                 | 2020 | 2021 | 2022 | 2023 |
| ------------------------------------- | ---- | ---- | ---- | ---- |
| Classement UCI                        | 741e | nc   | 630e | 430e |
| UCI World Tour                        | nc   | nc   | 218e | nc   |
|                                       |      |      |      |      |
| Légende : nc = non classéSource : UCI |      |      |      |      |